# Municipio de Silver Leaf
El municipio de Silver Leaf (en inglés: Silver Leaf Township) es un municipio ubicado en el condado de Becker en el estado estadounidense de Minnesota. En el año 2010 tenía una población de 534 habitantes y una densidad poblacional de 5,7 personas por km².

## Geografía
El municipio de Silver Leaf se encuentra ubicado en las coordenadas 46°45′28″N 95°36′20″O / 46.75778, -95.60556. Según la Oficina del Censo de los Estados Unidos, el municipio tiene una superficie total de 93.73 km², de la cual 90,94 km² corresponden a tierra firme y (2,98 %) 2,79 km² es agua.

## Demografía
Según el censo de 2010, había 534 personas residiendo en el municipio de Silver Leaf. La densidad de población era de 5,7 hab./km². De los 534 habitantes, el municipio de Silver Leaf estaba compuesto por el 99,25 % blancos, el 0,56 % eran amerindios y el 0,19 % eran de una mezcla de razas. Del total de la población el 0,37 % eran hispanos o latinos de cualquier raza.